# Diecéze Cesarea Filipova
Diecéze Cesarea Filipova je titulární diecéze římskokatolické církve na území Izraele.

## Historie
Cesarea Filipova je starobylé antické město na území Golanských výšin, které se podle Panovy svatyně nazývalo i Banyas (Paneade, srv. archeologická lokalita Banias). Jde o starobylé biskupské sídlo. Diecéze byla původně byla sufragánní diecézí arcidiecéze tyrské, podřízené Antiochijskému patriarchátu. V době křížových výprav se stala latinskou diecézí a podřízena byla latinské arcidiecézi tyrské. Tato diecéze zanikla po muslimské invazi roku 1265 a dnes je pouze titulární diecézí.
Od roku 1886 existuje také Melchitská eparchie Banias, která byla v roce 1964 povýšena na archieparchii.  

## Seznam biskupů

### Řečtí biskupové
- Erastes (1. stol.)
- Filocalos (zmíněn 325)
- Sv. Martyrios († circa 362/363)
- Baratos (zmíněn  381)
- Olympios  (zmíněn  451)
- Anastasius (konec 7. stol.)

### Latinští biskupové
- Adam (asi 1132/1133–1147)
- Jan (1169–1173 ?)
- anonymní biskup, zmíněný r. 1272

### Titulární biskupové
- Juan Sáenz de Valatorre (1675–1687)
- Pierre Magnye (1784 – ?)
- Aidan Devereaux (1847–1854)
- Marian Šunjić, O.F.M. (1854–1860)
- Matthias Eberhard (1862–1867)
- Rupert Mayr (1869–1873)
- Alessio Maria Filippi, O.F.M. (1876–1888)
- Cyrillus Macaire (1895–1899)
- Giuliano Cabras (1900–1905)
- Giuseppe Morticelli (1905–1910)
- Hermann Zschokke (1910–1920)
- Antonio Micozzi (1921–1927)
- Ercole Attuoni (1929–1933)
- Francesco Beretti (1936–1949)
- Armando Lombardi (1950–1964)
- Lawrence Patrick Moran (1964–1970)
- Joseph Powathil (1972–1977)
- Béchara Butrus Raï, O.M.M. (1986–1990) , později se stal maronitským patriarchou
- Guy–Paul Noujaim, od 1990